# Andre Fedorow

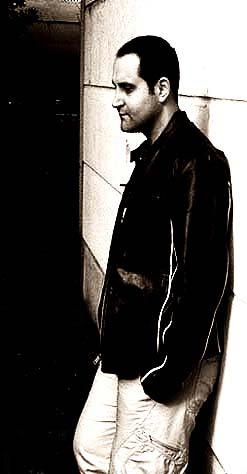
Andre Fedorow (2009)

Andre Fedorow (* 15. Juni 1973 in Salzgitter, Niedersachsen) ist ein deutscher Musiker, Produzent und Songwriter. Auch bekannt unter seinem Künstlernamen Julian Styles, den er allerdings 2009 ablegte. Fedorow ist Produktmanager mit dem Schwerpunkt Marketing.

## Leben
Bereits Anfang der 90er veröffentlichte er über Dance Factory (Arcade) erste Songs. Später wurden seine Dienste unter anderem von Labels wie Universal Music, Warner Music, ZYX Music oder Synthetic Product Records (SPR) in Anspruch genommen. Er war außerdem von 1993 bis 1996 Bassist der Doom-Metal Grief of God, von 1993 bis 1994 bei Orkrist und zwischen 1994 und 1995 bei der Psychedelic-Rock-Band Dynura Nyx.
Als Produzent arbeitete er unter anderem mit Künstlern und Kollegen wie Simon Collins, De/Vision, Lutz Mackensy, Ole Sander oder Tyler Roberts zusammen. Letzterer schaffte durch Fedorows Hilfe den Einstieg in den deutschen Musikmarkt. Der Titelsong von seinem Album Better Day war unter anderem in der deutschen Kinofilmproduktion Suche impotenten Mann fürs Leben zu hören.
Vorrangig beschäftigt er sich jedoch mit dem Aufbau neuer Bands und Künstler (Nachwuchskünstler), die vorzugsweise durch den mit Simon Collins gemeinsam gegründeten Musikverlag Solar Fusion Publishing verlegt werden.
Außerdem zeichnete er verantwortlich für Soundaufnahmen der preisgekrönten Computerspiele Crazy Machines 2 und Gunship Apocalypse.
Im August 2009 gründete Fedorow das Independent-Label „Dream Werk Records“, welches derzeit von ASR / Soulfood / Sony DADC vertrieblich unterstützt wird.

## Diskografie (Auswahl)
- 2009: Father Nuke: The Other Side (EP, Produzent)
- 2008: Julian Styles: Future Is Now (Gratis-Lied)
- 2008: Snapshut: Snapshut (Toningenieur)
- 2007: Crazy Machines 2: Mad Professor (Soundtrack)
- 2007: Simon Collins: Keep it Dark (Single, Bass)
- 2007: EAS: Behind the Mirror (Promo-EP, Bass, Produzent, Songwriter)
- 2007: Country Express: Stand Up (Produzent)
- 2006: Gunship Apocalypse (Computerstimme)
- 2005: Tyler Roberts: Better Day (Produzent, Bass)
- 2005: EAS: Faded Love (Single, Produzent, Bass, Keyboards, Songwriter)
- 2004: Tyler roberts: Same Old Street (Produzent)
- 2003: DE/Vision: I Regret (Remix, Produktion)
- 2002: Simon Collins: Time for Truth (Bass, Songwriter und Produzent von Supercell)